# Bléré
Bléré település Franciaországban, Indre-et-Loire megyében. Lakosainak száma 5340 fő (2022. január 1.). Bléré Athée-sur-Cher, Cigogné, Civray-de-Touraine, La Croix-en-Touraine, Dierre, Luzillé és Sublaines községekkel határos.

## Fekvése
Amboisetől délre fekvő település.

## Története
Bléré nevét először Grégoire de Tours püspöke említette egy oklevélben a késő hatodik században Briotreide néven. Briotreide gall eredetű szó, mely a falu lábánál levő hidat jelölte. Ez latinos névalak, mely végül a tizenharmadik századra Blere alakká fejlődött. A falu lábánál a Cher folyón álló híd: Blere egy elsődleges fontosságú átjáró volt.  Kezdetben ez egy összekötő út volt a két város Amboise Loches és a gall Turones között - később pedig Poitiers Amboise, és végül Párizsból vezető nagy királyi út.
Bléré 12. századi temploma közelében szép reneszánsz gyászkápolna látható. A kupolás építményt Jan de Seigne, I. Ferenc király kincstárnoka emeltette apja emlékére, 1526-ban.

## Nevezetességek
- St. Cristopfer templom - a 12. században épült.

## Galéria

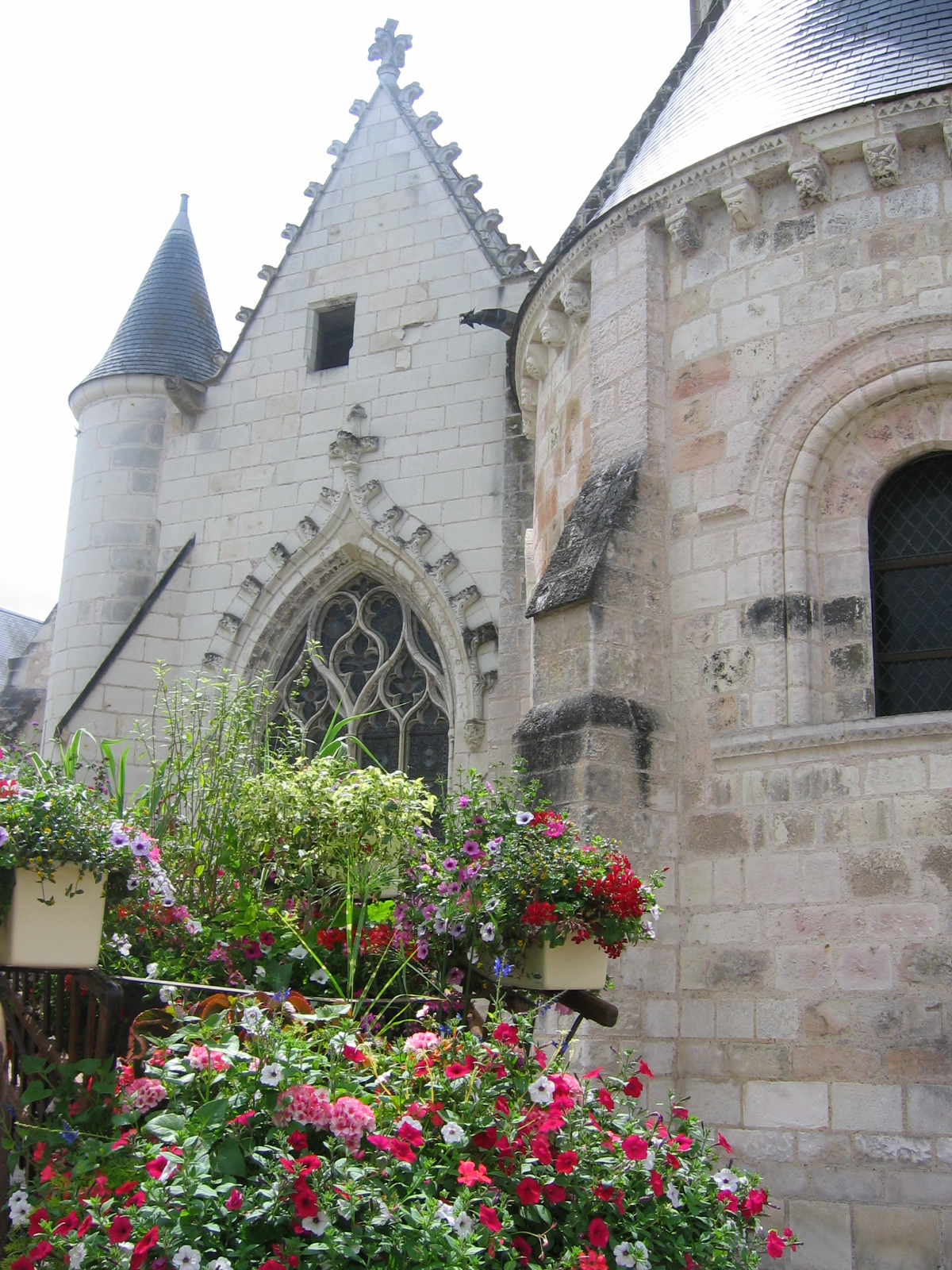
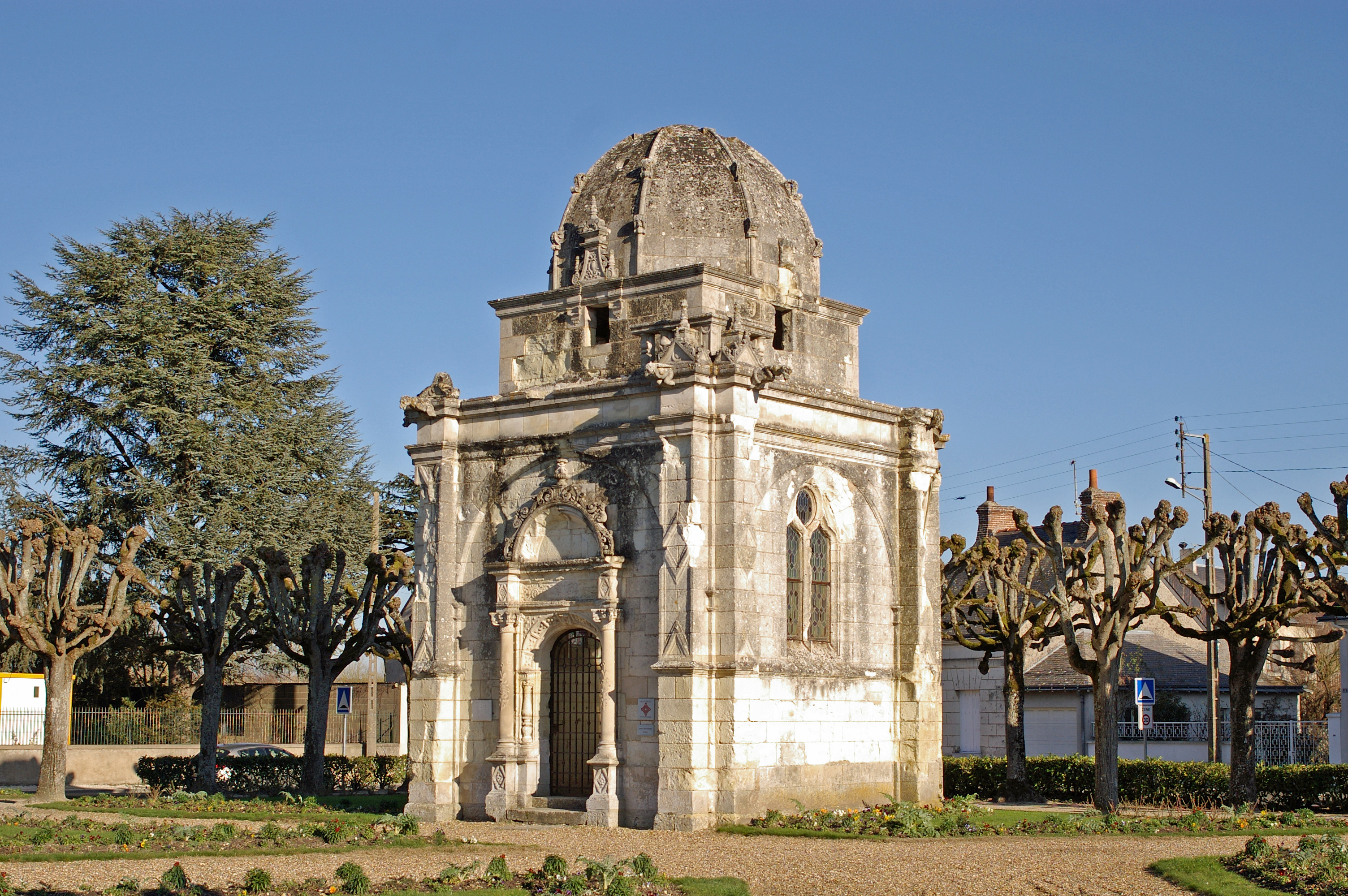
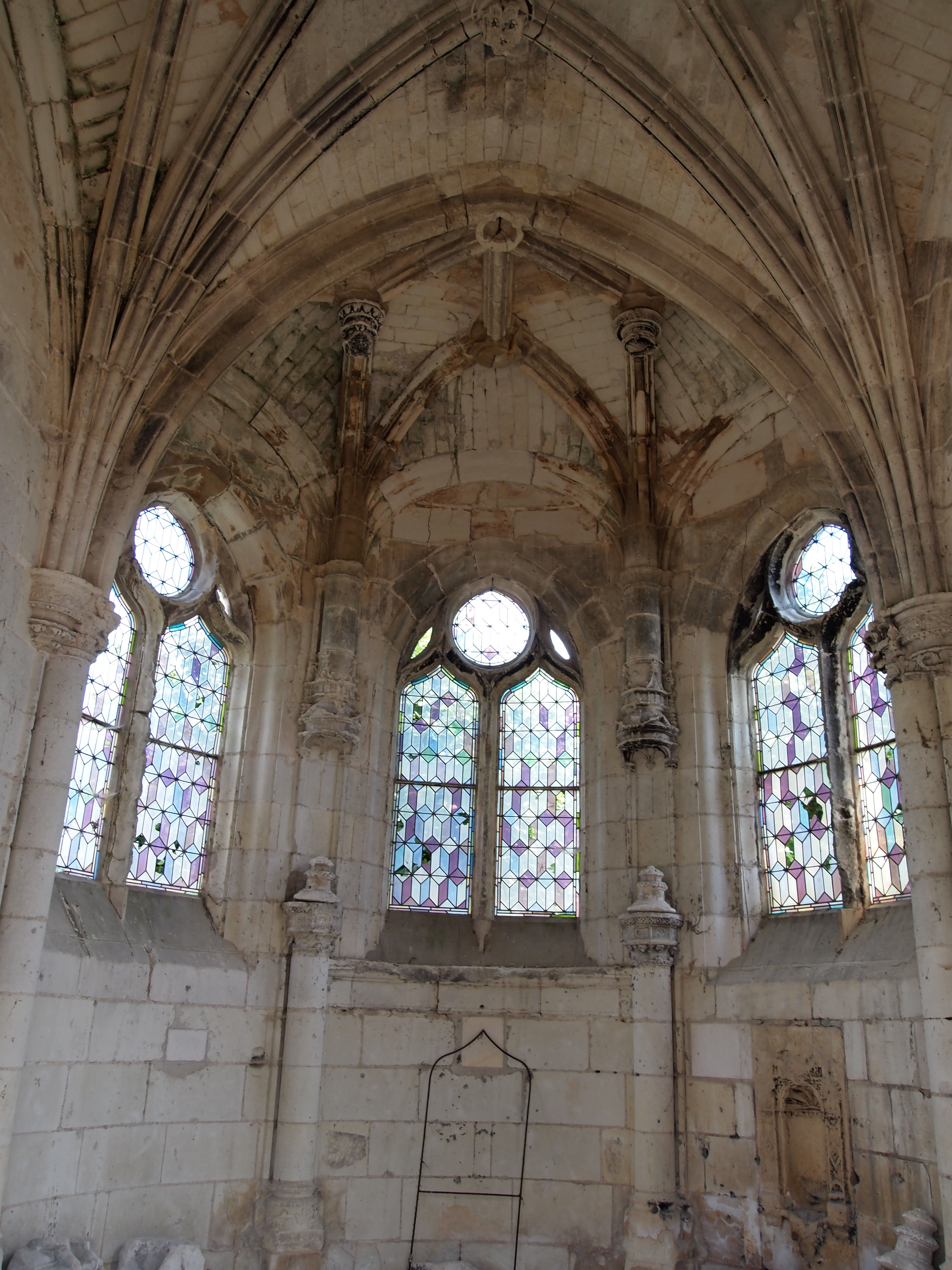
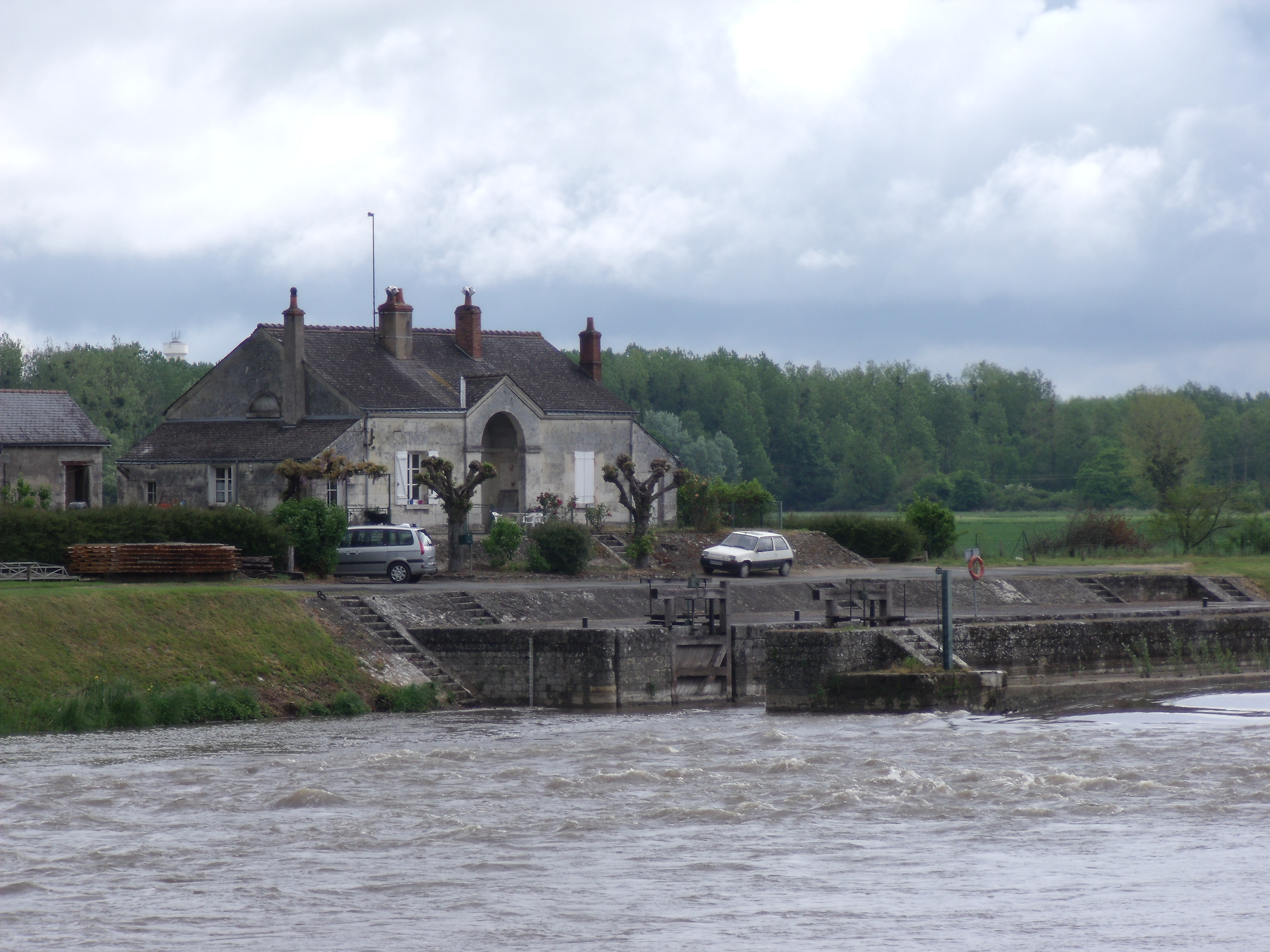
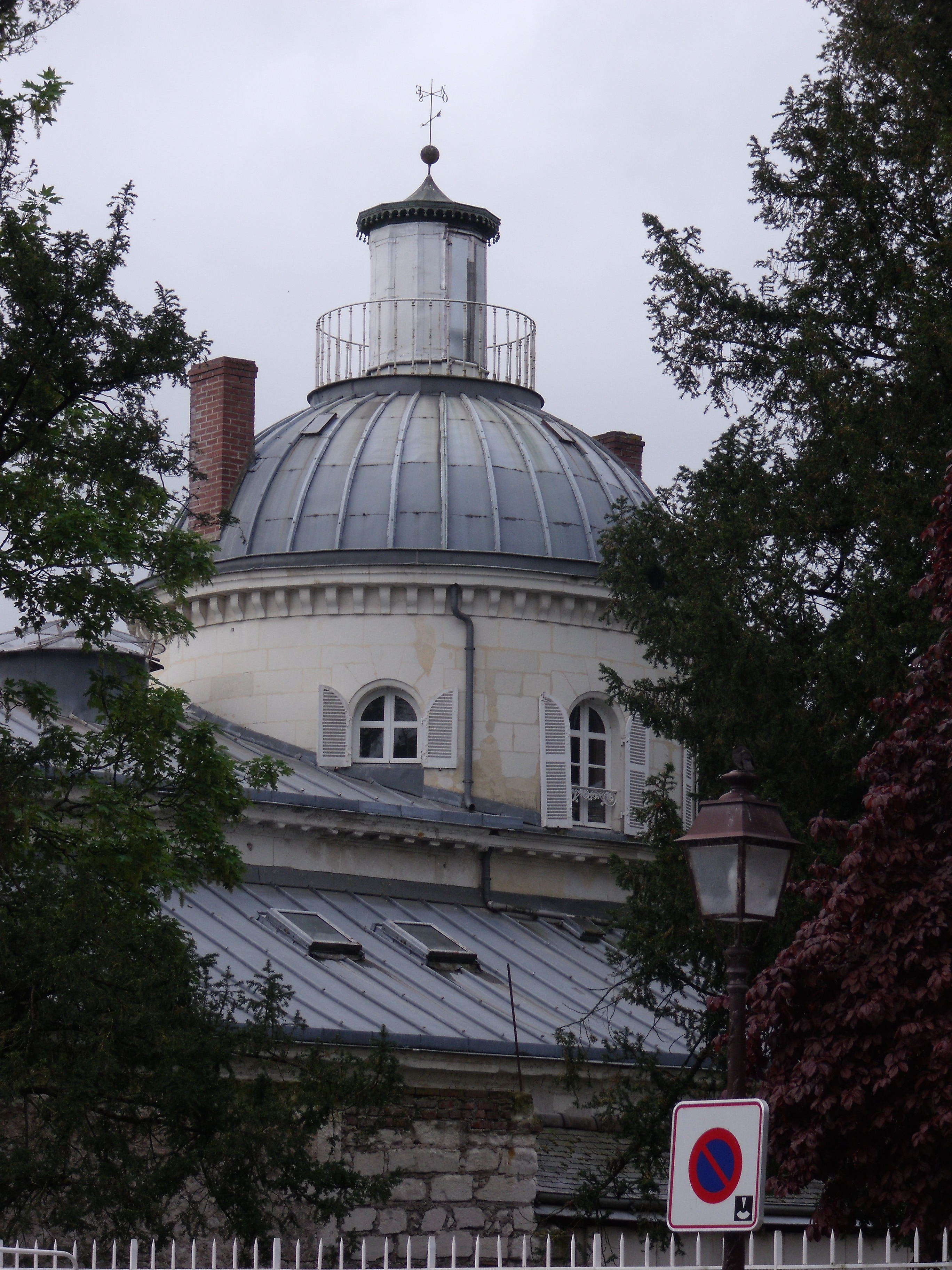
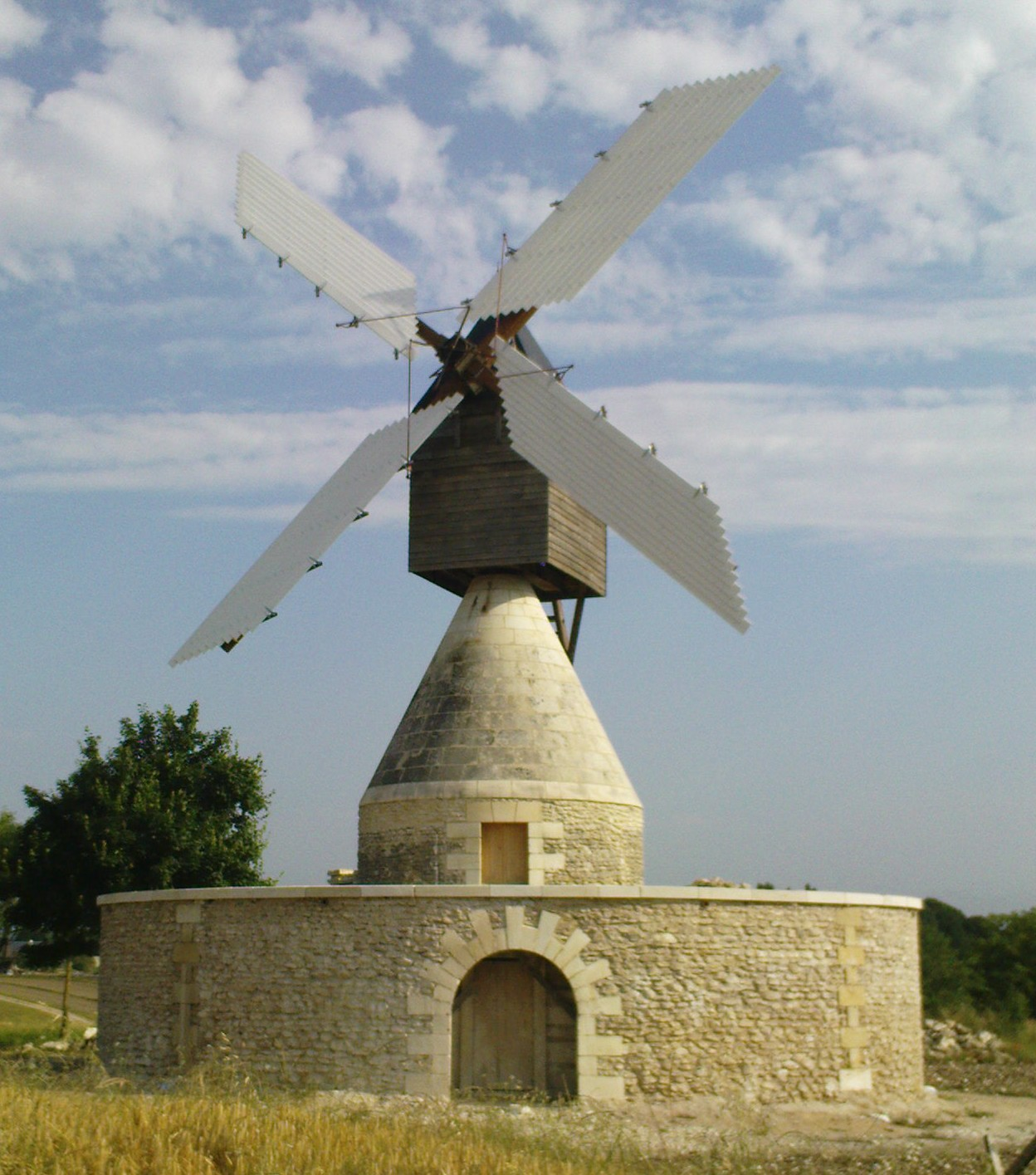
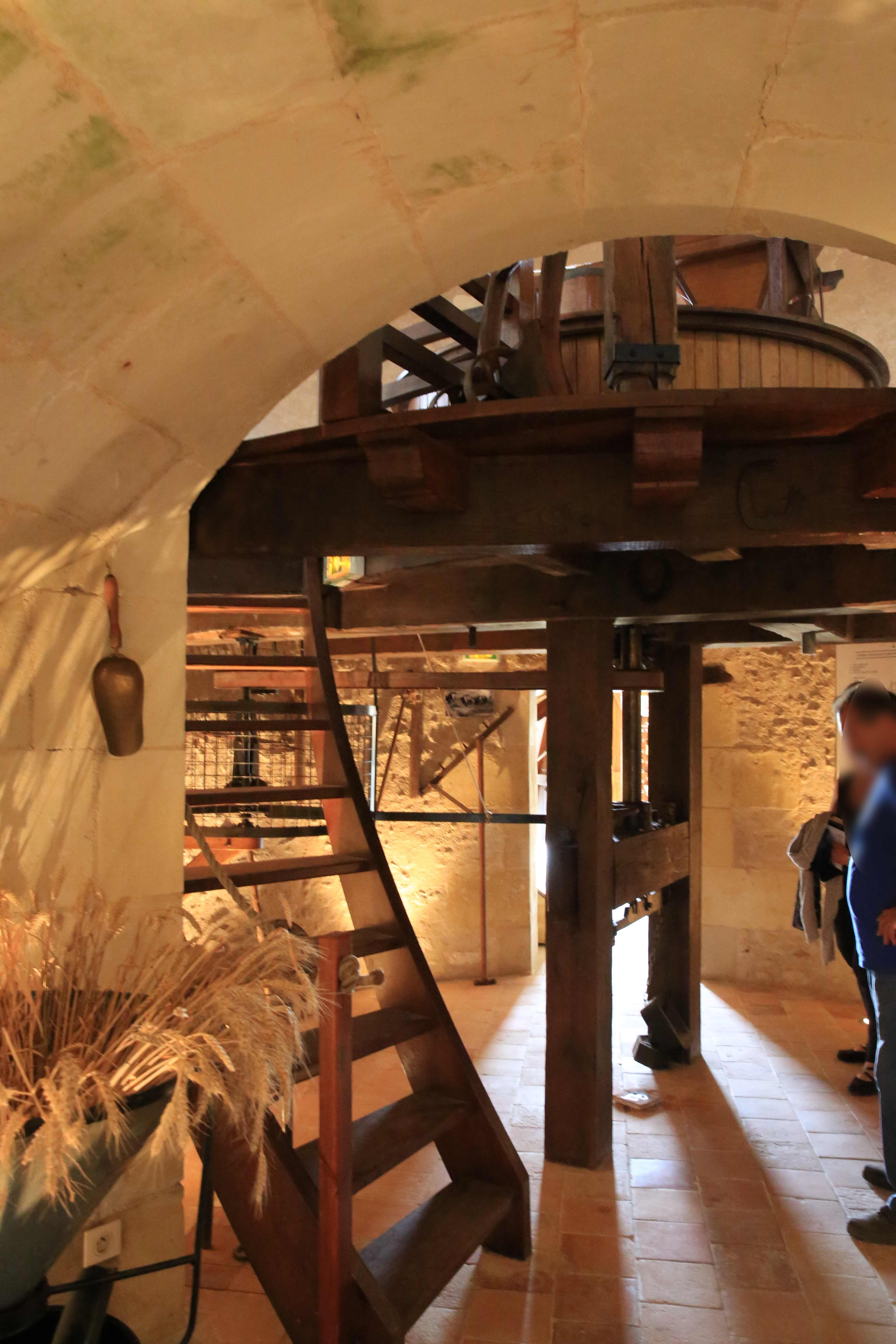
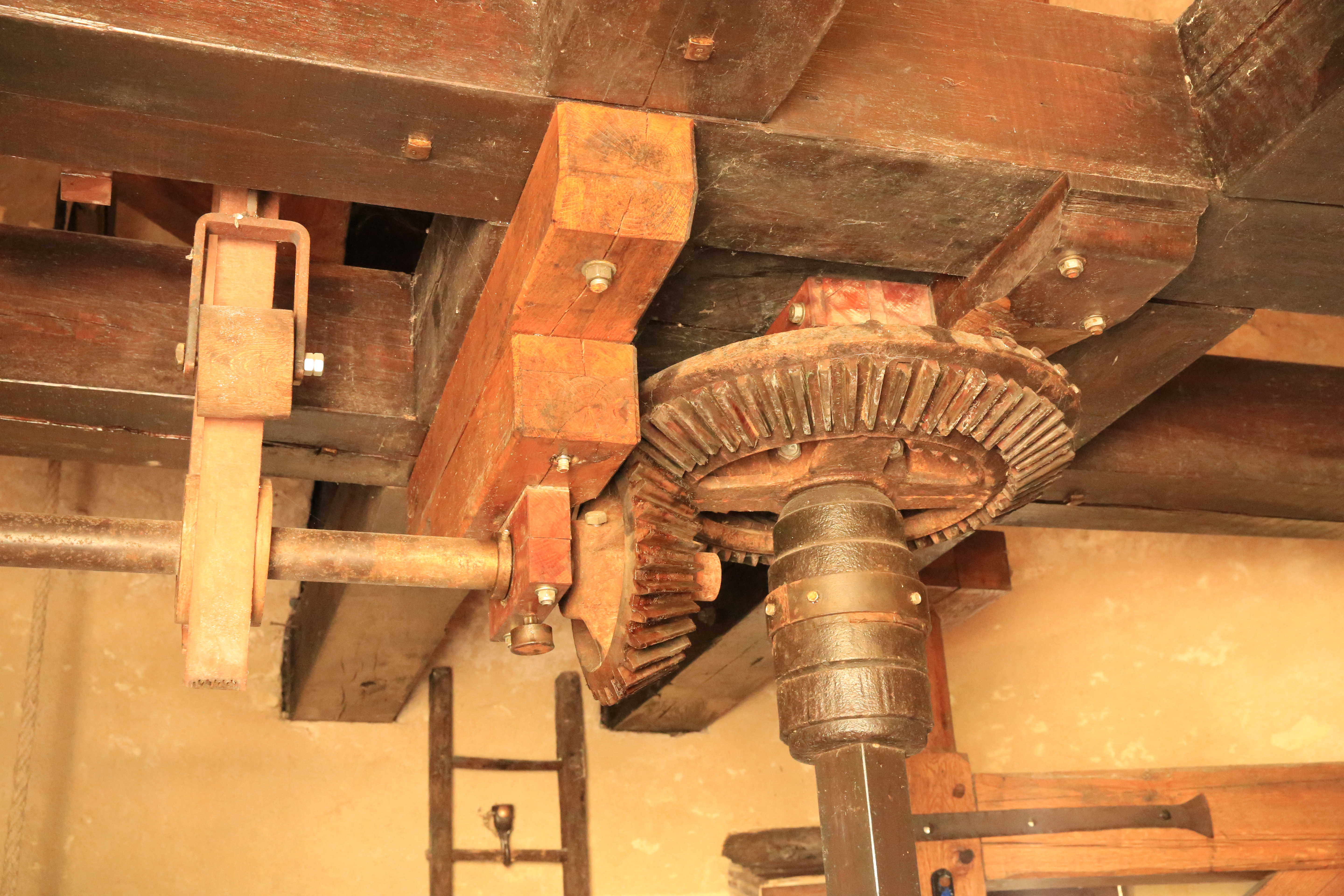
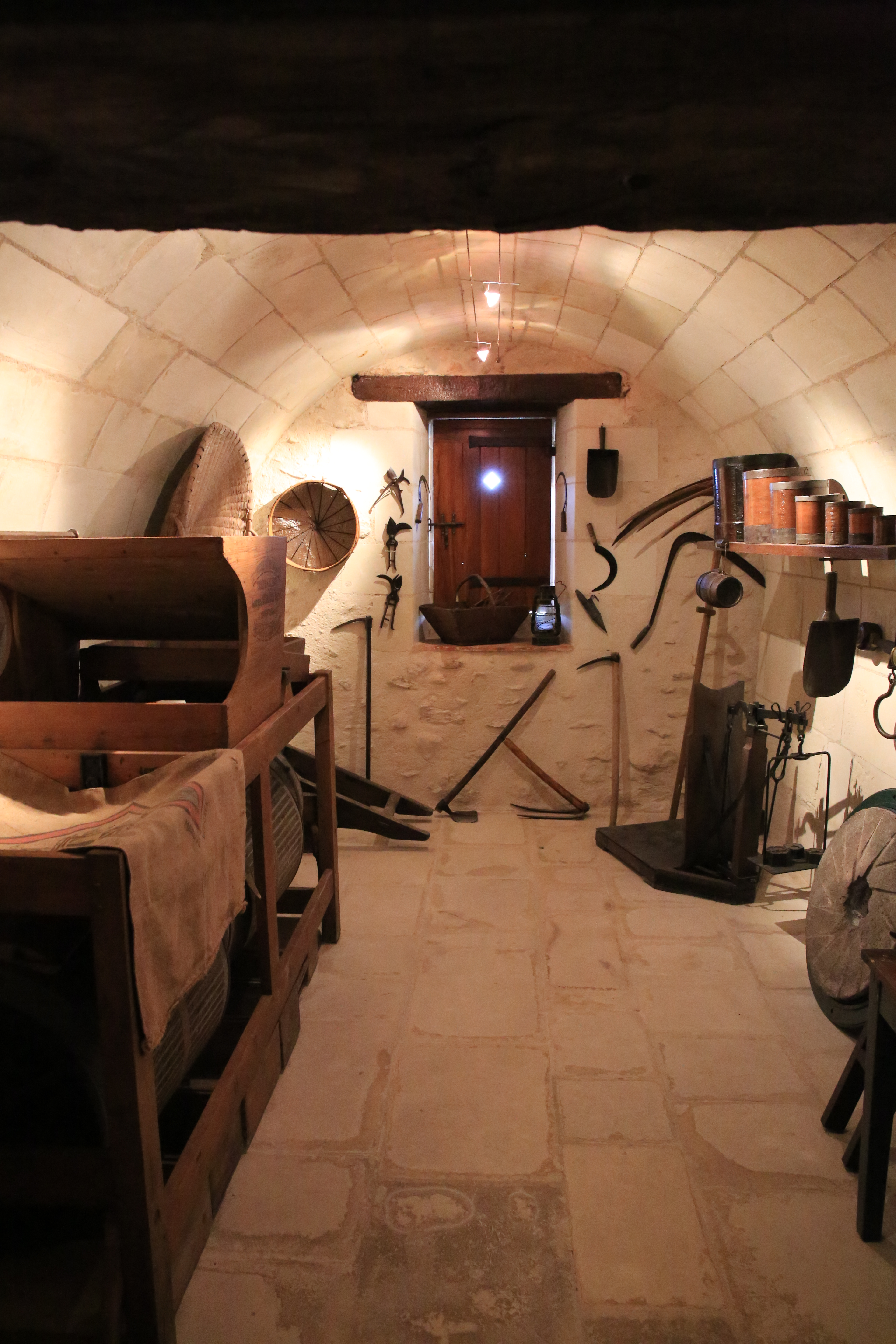
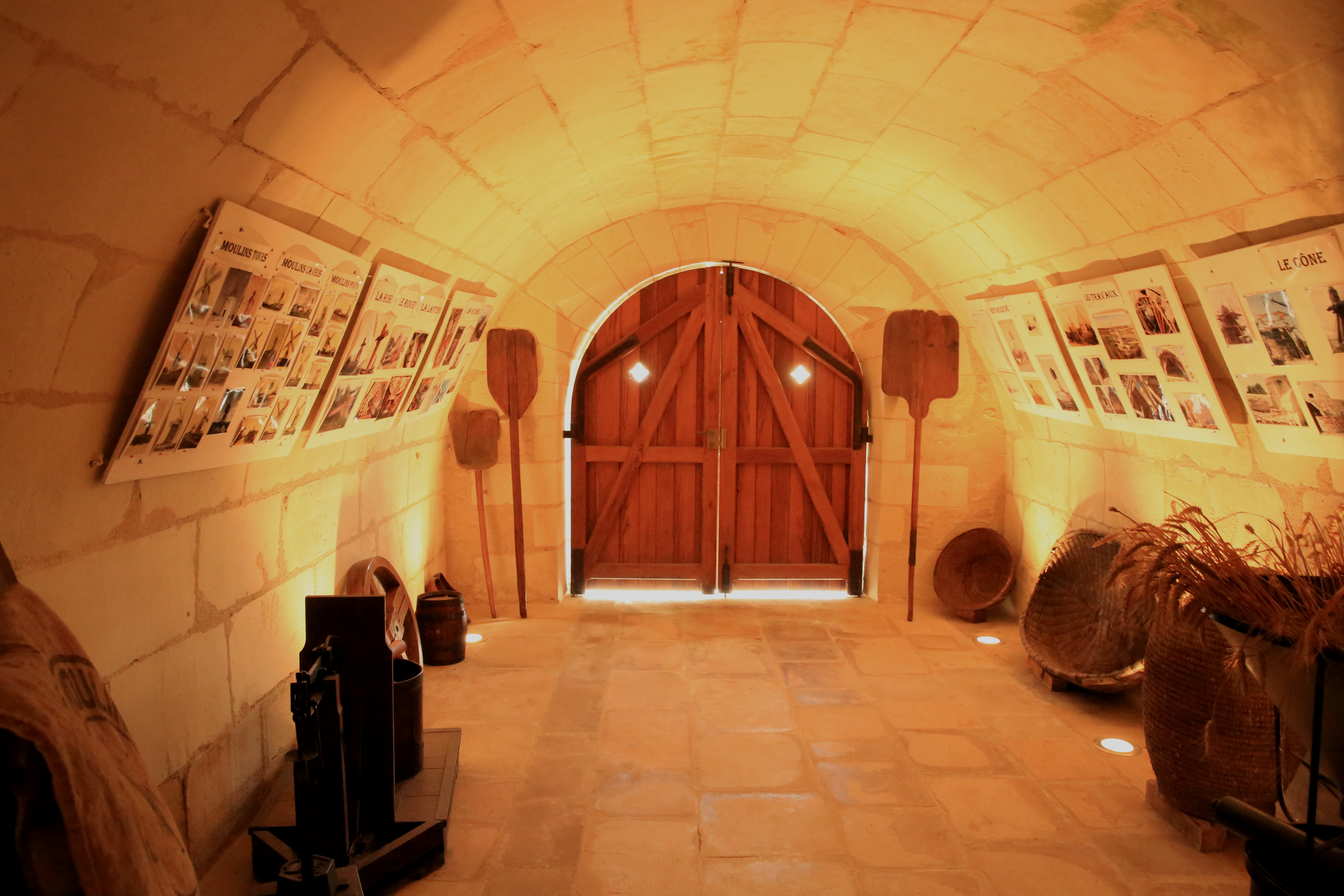

## Népesség
A település népességének változása:
| Lakosok száma | 3832 | 4057 | 4576 | 5048 | 5234 | 5312 | 5272 | 5250 | 5264 | 5340 |
|               | 1968 | 1982 | 1999 | 2006 | 2011 | 2015 | 2017 | 2018 | 2020 | 2022 |